# Dietersdorfer Graben
Dietersdorfer Graben är ett periodiskt vattendrag i Österrike.   Det ligger i förbundslandet Steiermark, i den östra delen av landet, 170 km sydväst om huvudstaden Wien.
I omgivningarna runt Dietersdorfer Graben växer i huvudsak blandskog. Runt Dietersdorfer Graben är det ganska glesbefolkat, med 42 invånare per kvadratkilometer.